# Liste des devises d'institutions éducatives
Une institution éducative est un organisme public ou privé, à régime légal ou social, établi pour contribuer à l'éducation et à la formation d'une personne, en développant ses qualités physiques, intellectuelles et morales, de façon à lui permettre d'affronter sa vie privée et sociale avec une personnalité suffisamment épanouie.
Voici quelques devises (phrase courte ou un aphorisme choisi par une organisation sociale, moyen de communication interne et/ou externe de cet organisme) d'institutions éducatives.

## Argentine
- St. George's College, Buenos Aires : Vestigia Nulla Retrorsum (Aucun retour en arrière)[1],[2]

## Belgique
- Université libre de Bruxelles et Vrije Universiteit Brussel : Scientiā vincere tenebras (Vaincre les ténèbres par la science)
- Université catholique de Louvain : Sedes sapientiae (Le siège de la sagesse)

## Canada
- École de technologie supérieure : Le génie pour l'industrie
- École nationale de police du Québec : Savoir, être, agir
- École polytechnique de Montréal : Ut tensio sic vis (Telle extension, telle force)
- Université de Calgary : Mo Shùile Togam Suas, « Je lèverai les yeux », en gaélique écossais
- Université Concordia (Montréal) : Real Education for the real world (Une éducation réelle, pour un monde réel)
- Université Laval : Deo favente haud pluribus impar (Avec la grâce de Dieu, à nul autre comparable)
- Université McGill : Grandescunt aucta labore (Les choses grandissent par le travail)
- Université de Montréal : Fide splendet et scientia (Elle rayonne par la foi et la science)
- Université d'Ottawa : Deus Scientiarum Dominus Est (Dieu est le maître des sciences) et le slogan 'L'université canadienne' ou 'Canada's University'
- Université de Sherbrooke : Veritatem in charitate (La vérité dans la charité)
- Université de Toronto : Vel ut arbor aevo (Like as a tree with the passage of time)
- HEC Montréal: Toujours d'avant garde

## Danemark
- Université de Copenhague : Adspicit lucem in cælestis (Seeking light in the heavens) (cherche la lumière aux cieux)

## États-Unis
- American University : Pro deo et patria (For God and Country) (Pour Dieu et la patrie)
- Université de Californie: Fiat lux (Let there be light) ((Gn 1,3 Que la lumière soit)
- Université Columbia : In lumine Tuo videbimus lumen (In thy light shall we see light)
- Université de l'État de Floride : Vires, artes, mores (Strength, skill, customs)
- Université de Georgetown : Utraque unum (Both and one)
- Université Harvard : Veritas (Truth) (Vérité)
- Université de l'Indiana : Lux et Veritas (Light and Truth) (Lumière et vérité)
- Université d'État de l'Iowa : Science with practice
- Massachusetts Institute of Technology : Mens et Manus (mind and hand) (L'esprit et la main)
- Université de New York : Perstare et praestare (To persist and to excel)
- Université de Princeton : Dei sub numine viget (Under God's power she flourishes)
- Stamford School : Christ me spede (Christ be with me)
- Université Stanford : Die Luft der Freiheit weht (The wind of Freedom is blowing) (Le vent de la liberté souffle)
- Université de Chicago : Crescat scientia; vita excolatur (Let knowledge grow from more to more; and so be human life enriched)
- Université Yale : Lux et veritas (Light and truth) (Lumière et vérité)

## France
- ISAE SUPAERO, Toulouse :  L'excellence passionnément
- Académie de Bordeaux : Crescam et lucebo (Grandir et briller)
- Académie française, Paris : À l'immortalité
- Collège des Grassins, Paris : Lilium inter spinas (La fleur au milieu des épines)
- Collège Saint Martin, Poitiers, Vienne : Haec musis dona rependit
- Collège Stanislas de Paris : Français sans peur, Chrétien sans reproche
- Conservatoire national des arts et métiers CNAM, Paris : Docet omnes ubique : Enseigner à tous en tous lieux (abbé Grégoire, 1794)
- École centrale de Lyon, Écully, Rhône : L'École d'enseignement supérieur au cœur de l'innovation
- École centrale Paris : Leader, entrepreneur, innovateur
- École de l'air, Salon-de-Provence, Bouches-du-Rhône : Faire face
- École Nationale Supérieure d'Arts et Métiers (ENSAM) : Traditions, Fraternité, Souvenirs
- École Nationale d'Ingénieurs de Saint-Etienne, ENISE : Technologie et Innovation
- École nationale supérieure de mécanique et d'aérotechnique, Poitiers : L'esprit d'ouverture
- École nationale supérieure des officiers de sapeurs-pompiers, Aix-en-Provence : Cultiver le passé, enfanter l'avenir, tel est notre présent
- École nationale des sous-officiers d'active (ENSOA), Sait-Maixent : S'élever par l'effort
- École navale, Lanvéoc, Finistère : Parere antequam prodesse (Obéir avant de commander)
- École spéciale militaire de Saint-Cyr, Coëtquidan, Morbihan : Ils s'instruisent pour vaincre
- École polytechnique, Palaiseau, Essonne : Pour la Patrie, les Sciences et la Gloire (donnée par Napoléon Bonaparte)
- École supérieure d'agriculture d'Angers, ESA Angers : Nourrir le monde d'intelligences
- EDHEC Business School, Lille-Nice-Paris-Londres-Singapour : Make an impact (anciennement : Parce que les loups viennent du Nord)
- École nationale de la statistique et de l'administration économique, Malakoff, Hauts-de-Seine : Compter pour savoir, comprendre pour prévoir
- École nationale supérieure d'ingénieurs de Poitiers, Vienne : Ingénierie pour la protection de l'environnement
- École supérieure de commerce de Paris — Europe, Paris, Londres, Berlin, Madrid et Turin : European Identity, Global Perspective
- École supérieure d'électronique de l'Ouest, Angers, Maine-et-Loire : Il faut travailler dans le présent comme si l'on revenait de l'avenir
- ESSEC, Cergy-Pontoise, Val-d'Oise : L'esprit pionnier
- Faculté de médecine de Paris : Urbi et orbi salus (sain toujours et en tout lieu)
- HEC Paris : Apprendre à oser
- HEI, Lille, Nord : Ingénieurs Pour le Monde
- Institut d'études politiques de Grenoble : Une grande école de sciences sociales au cœur d'une université de rang mondial
- Institut Franco-Européen de Chiropratique : Deux mains, l'avenir
- Institution Lamartine, Belley, Ain : In virtute formatur juventus mea (Dans la vertu ma jeunesse est formée)
- Institut supérieur du commerce de Paris, Paris : Entreprendre pour apprendre... Autrement
- Institut de statistique de l'université de Paris : L'excellence Statistique
- Institution des petites familles fondée en 1870 par Augustin Grosselin : Moralité - Travail - Solidarité
- Lycée Chevrollier, Angers : Divers sont les talents
- Lycée Henri-IV, Paris : Domus omnibus una (Une seule maison pour tous)
- Lycée militaire de Saint-Cyr : « La véritable école du commandement est donc la culture générale »
- Lycée Faidherbe, Lille, Nord : Le choix de la réussite
- Lycée privé Sainte-Geneviève (dit Ginette), Versailles, Yvelines : Servir
- Lycée du bâtiment Saint-Lambert, Paris, : Une formation en béton
- Mines ParisTech, Paris : Théorie et pratique
- Paris Sciences et Lettres : Sapere aude (Ose penser)
- Sorbonne / Université de Paris : Hic et ubique terrarum (Ici et partout dans le monde)
- Sorbonne universités : Créateur de futur depuis 1257.
- Supélec, Gif-sur-Yvette, Essonne : La science en action
- Institut supérieur de mécanique de Paris: Créateur d'avenir
- Prytanée national militaire: Noblesse oblige, Bahut aussi. Seconde devise; Souffre et potasse (abrégé en "S&KOH"),
- Université d'Avignon et des Pays de Vaucluse : Ne pas attendre l'avenir, le faire
- Université de Poitiers, Vienne : Des savoirs & des talents
- Université Paris-Sud : Comprendre le monde, construire l'avenir
- Université catholique de Lyon : L'intelligence au service de l'homme
- Université de Technologie de Compiègne (UTC):Donner un sens à l'innovation

## Italie
- Accademia della Crusca, Florence : Il più bel fior ne coglie (La plus belle fleur qu'il faille)

## Pays-Bas
- Université d'Utrecht : Sol Iustitiae Illustra Nos (Sun of Justice, shine upon us) (Soleil de justice, éclaire-moi)

## Sénégal
- Université Cheikh-Anta-Diop : Lux Mea Lex (La lumière est ma loi)
- Prytanée militaire de Saint-Louis : Savoir pour mieux servir

## Pérou
- Université catholique pontificale du Pérou: Et lux in tenebris lucet (Et la lumière brille dans les ténèbres)

## Portugal
- Université de Lisbonne : Ad lucem (Vers la lumière).

## Royaume-Uni
- Charterhouse School : Deo Dante Dedi (Dieu ayant donné, que je donne)
- Downing College, Cambridge : Quaerere Verum (Cherchez la vérité)
- Dulwich College : Detur Gloria Soli Deo (Laissez la gloire soit donnée seulement à Dieu)
- St Paul's School : Fide et Literis (Par le foi et par apprenant)
- Eton College : Floreat Etona (Qu'Eton prospère)
- Harrow School : Stet Fortuna domus (Que la Fortune de la maison demeure)
- Imperial College London : Scientia Imperii Decus et Tutamen (La connaissance est la parure et la protection de l'Empire)
- Marlborough College : Deus Dat Incrementum (1Co 3,6 : Dieu a fait croître)
- Rugby School : Orando, Laborando (Prière, Travail)
- Trinity College (Cambridge) : Virtus vera nobilitas (La vertu est la vraie noblesse)
- Université de Cambridge : Hinc lucem et pocula sacra (D'ici, l'université, nous recevons la connaissance de la lumière et les vents saints)
- Université de Durham : Fundamenta eius super montibus sanctis (Elle a été fondée sur les collines saintes)
- Université de St Andrews : Aien Aristeuein (Pour toujours exceller)
- Université d'Oxford : Dominus Illuminatio Mea (Le Seigneur est ma lumière)
- Université d'York : Tentanda via (A l'aube du savoir)
- Westminster School : Dat Deus Incrementum (Que Dieu donne l'augmentation)
- Winchester College : Manners makyth man (Les manières font l'homme)

## Suisse
- Collège Saint Michel (Fribourg): Laudamus veteres sed nostris utimur annis (Ovide, Fastes: Nous louons les anciens, mais nous sommes de notre temps)
- Université de Berne: Wissen schafft Wert (La connaissance crée de la valeur)
- Université de Fribourg: Science et Sagesse
- Université de Lausanne : Le savoir vivant